# Авиатико
Авиа̀тико (на италиански: Aviatico; на ломбардски: Aviadech, Авиадек) е село и община в Северна Италия, провинция Бергамо, регион Ломбардия. Разположено е на 1022 m надморска височина. Населението на общината е 566 души (към 2017 г.).